# Улисс (футбольный клуб)
Футбольный клуб «Ули́сс» (арм. Ֆուտբոլային Ակումբ „Ուլիս“ Երևան) — бывший армянский футбольный клуб из города Ереван. Основан в 2000 году.

## Названия
- 2001—2003 — «Динамо-2000».
- 2004—2005 — «Динамо-Зенит».
- 2006—2015 — «Улисс».

## История

### «Динамо-2000» (2000—2003)
За тот отрезок, который существует команда, она сменила несколько названий. Клуб начал своё участие в чемпионате в 2001 году и сразу в Премьер-лиге. Команда играла не лучшим образом, но место на следующий сезон забронировала. Последующие два сезона также не принесли успехов.

### «Динамо-Зенит» (2004—2005)
В 2004 году команда заняла 5-е место. Перед этим розыгрышем команда поменяла спонсора и объединилась с клубом «Зенит» из Чаренцавана в «Динамо-Зенит» («Зенит» стал резервной командой клуба и в 2004—2005 годах играл в первой лиге, по ходу сезона 2005 года снялся, ещё одной резервной командой была команда «Динамо-ВЗ» Ереван: в 2004 году играла в первой лиге, перед сезоном 2005 года снялась).

### «Улисс»: становление команды (2006—2008)
Двумя годами позже случился и антирекорд. Клуб также сменил название после очередной смены спонсора. Команда заняла 8-е, последнее место в чемпионате и была вынуждена играть стыковой матч. Это случилось по причине состава, который набирался наспех из игроков, которые покинули клубы Высшей лиги. Стыковой матч «Улисс» проводил с ереванским «Динамо». К 11-й минуте он проигрывал 0:1, а к 14-й — 1:2. Но после перерыва игроки «Улисса» забили три безответных мяча, и команда сохранила место в премьер-лиге на следующий сезон. К чемпионату 2007 года команда поздно начала подготовку, руководство клуба только после старта чемпионата активизировались на трансферном рынке. Команда в итоге не достигла положительных результатов, окончив чемпионат в нижней части турнирной таблицы. Становление команды, которое началось в начале 2007 года, продолжилось в сезоне 2008 года, в котором за выживание не боролась.
В начале 2008 года в ведомство клуба перешла футбольная школа «Шенгавит», было взято в долгосрочную аренду футбольное поле села Воскеат, где команда проводит свои тренировки. Соперников команда принимает на чужих полях. В 2007 году принимающим стадионом был «Касахи Марзик» в Аштараке, а в 2009 году — стадион «Мика» в Ереване.
Футбольному клубу «Улисс» принадлежит фарм-клуб первой лиги «Шенгавит», который в 2008 году завоевал малые золотые медали чемпионата первой лиги, но по регламенту не имел права на повышение.

### Медальная плеяда (2009—2015)
Перед стартом чемпионата 2009 руководство ставило перед собой серьёзные цели, вследствие этого были приобретены несколько игроков для усиления состава. Команда начала с победы над «Киликией», но уже во втором туре была бита действующим чемпионом «Пюником». В последующие матчи команда набрала форму и к матчу с «Микой» в 5-м туре команды вышла в оптимальном составе, имея в багаже победы в трёх последних матчах. Встреча закончилась ничьей 0:0, однако в следующем туре команда при своих трибунах проиграла в принципиальном матче 0:1 «Бананцу». После двух побед над аутсайдерами команда встречалась с «Пюником». Команда билась до конца, и лишь на последней минуте пропустила гол. Выиграв встречу с «Гандзасаром», команда играет вничью с «Шираком», а после проигрывает «Мике» 1:2. Далее в течение семи туров «Улисс» не знал поражений. Команда вышла на третье место, имея запас перед конкурентом в лице «Бананца», но и небольшое отставание от лидеров «Мики» и «Пюника». После очередных встреч с «Микой» (0:2) и «Пюником» (1:2) команда тем не менее сумела набрать очки, чтобы взять первые медали в истории клуба.

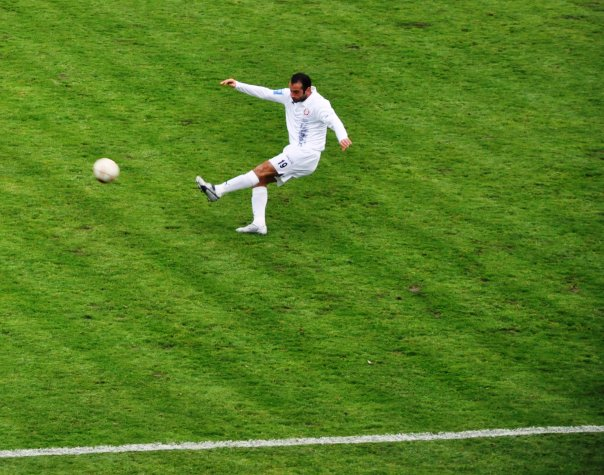
Егише Меликян — капитан клуба в первой половине 2010 года.

22 марта 2010 года был представлен новый президент клуба, которым стал брат владельца клуба Алексана Арутюняна — Артак Алексанян. Он в свою очередь представил планы на сезон 2010 года. Также стало известно о скором открытии официального сайта клуба и переезде в собственный офис, проведении домашних матчей на гиганте «Раздане» и начале реконструкции базы футбольной школы «Шенгавит», которая, по планам руководства, должна начаться в 2010 году. Новым капитаном был выбран новичок клуба — Егише Меликян.
Сезон 2010 начался для клуба матчем в Кубке против «Гандзасара», в котором была зафиксированна ничья — 1:1. Ответный поединок состоялся менее чем через две недели, в котором успех был на стороне футболистов «Улисса» — 2:0. Таким образом команда во второй сезон подряд вышла в полуфинал Кубка Армении, в котором вновь встретиться с «Пюником». Между кубковыми матчами стартовал чемпионат в котором «Улисс» начал с побед. Дальнейшее продолжение в кубке в очередной раз было приостановлено. Летом «Улисс» дебютировал в еврокубках, в розыгрыше Лиги Европы 2010/11. В напряжённой борьбе против «Бней Иегуды» из Тель-Авива не сумела преодолеть данный барьер и вылетела из розыгрыша. В чемпионской гонке клуб выбыл из борьбы за 1-е, а с ним и за 2-е места во втором круге чемпионата. В концовке чемпионата «Улисс» завоевал бронзу чемпионата в заочной борьбе против «Мики».
В сезоне 2011 года «Улисс» стал чемпионом Армении, тем самым прервав 10-летнюю чемпионскую серию «Пюника».
С приходом Оганесяна казалось, что проблемы «Улисс» уже позади, но все развивалось так быстро, что наверно даже в самом клубе никто и не мечтал. В начале сезона 2014-15 «Улисс» обыгрывал всех подряд и лидировал в чемпионате с 11-очковым отрывом. Если «Улисс» за 20 дней до начала чемпионата мог набрать такой состав, все надеялись, что в зимнее трансферное окно команда усилиться и уже летом достойно представит Армению в Лиге Чемпионов. Проблемы с финансами начались еще в декабре 2014 года, но все быстро было решено, однако результаты «Улисса» резко ухудшились. В итоге команде  удалось лишь завоевать место в Лиге Европы. Там «Улисс» начал не плохо с гостевой ничей с «Биркиркарой», но до ответного матча появилась информация, что сразу после игры 10 футболистов сразу перейдут в российский клуб «Торпедо» Армавир. В итоге «Улисс» дома проиграл и закончил свои выступления в Европе.
Перед новым сезоном «Улисс» во главе с Суреном Чахаляном во второй раз набрал новый состав, но на этот раз повторить чудо не удалось, команда занимала 8 место, а в декабре СНБ Армении задержала нескольких представителей клуба. В последнее время известно, что Оагнесян активно искал спонсоров для клуба и казалось все пройдет удачно, но в итоге не получилось.
3 февраля 2016 года, спустя 16 лет со дня основания, ФК «Улисс» прекратил свое существование.

## Статистика выступлений

### Чемпионат и Кубок Армении
| Сезон   | Лига         | Место    | И  | В  | Н  | П  | М     | +/- | О  | Бомбардиры                                               | Кубок    | Примечания                                                                            |
| ------- | ------------ | -------- | -- | -- | -- | -- | ----- | --- | -- | -------------------------------------------------------- | -------- | ------------------------------------------------------------------------------------- |
| 2001    | Премьер-лига | 9 из 12  | 22 | 4  | 4  | 14 | 18-48 | -30 | 16 | Галуст Петросян — 9                                      | 1/8      |                                                                                       |
| 2002    | Премьер-лига | 10 из 12 | 22 | 3  | 3  | 16 | 19-63 | -44 | 12 | Артём Адамян — 10                                        | 1/8      |                                                                                       |
| 2003    | Премьер-лига | 6 из 8   | 28 | 5  | 4  | 19 | 18-69 | -51 | 19 | Армен Варданян, Грачья Микаелян, Альберт Нерсисян — по 3 | 1/4      |                                                                                       |
| 2004    | Премьер-лига | 5 из 8   | 28 | 7  | 6  | 15 | 23-51 | -28 | 27 | Левон Саркисян — 5                                       | 1/8      |                                                                                       |
| 2005    | Премьер-лига | 6 из 9   | 16 | 4  | 3  | 9  | 20-26 | -6  | 15 | Рафаэль Мкртчян, Гага Тибилашвили, Нвер Хачатрян — по 5  | 1/4      | 6-е место на первом этапе                                                             |
| 2005    | Премьер-лига | 6 из 9   | 10 | 1  | 0  | 9  | 4-23  | -19 | 3  | Рафаэль Мкртчян, Гага Тибилашвили, Нвер Хачатрян — по 5  | 1/4      | турнир за 1—6-е места                                                                 |
| 2006    | Премьер-лига | 8 из 8   | 28 | 5  | 2  | 21 | 31-66 | -35 | 17 | Гор Атабекян — 9                                         | н/у      | Сохранение прописки в лиге благодаря победе в стыковом матче против «Динамо» (4:2)    |
| 2007    | Премьер-лига | 7 из 8   | 28 | 8  | 6  | 14 | 21-46 | -25 | 30 | Карен Навоян, Дайанчгилиз Уразов — по 3                  | 1/4      | -                                                                                     |
| 2008    | Премьер-лига | 6 из 8   | 28 | 7  | 8  | 13 | 19-29 | -10 | 29 | Артём Адамян — 5                                         | 1/4      |                                                                                       |
| 2009    | Премьер-лига | 3 из 8   | 28 | 16 | 5  | 7  | 47-25 | +22 | 53 | Артур Кочарян — 15                                       | 1/2      |                                                                                       |
| 2010    | Премьер-лига | 3 из 8   | 28 | 17 | 4  | 7  | 44-23 | +21 | 55 | Валерий Алексанян, Шота Джикия — по 6                    | 1/2      |                                                                                       |
| 2011    | Премьер-лига | 1 из 8   | 28 | 15 | 8  | 5  | 38-22 | +16 | 53 | Георгий Красовский — 8                                   | 1/2, 1/2 |                                                                                       |
| 2012/13 | Премьер-лига | 6 из 8   | 42 | 11 | 12 | 19 | 41-50 | -9  | 45 | Арсен Балабекян — 11                                     | 1/4      |                                                                                       |
| 2013/14 | Премьер-лига | 7 из 8   | 28 | 7  | 4  | 17 | 21-45 | -24 | 25 | [уточнить]                                               | 1/4      |                                                                                       |
| 2014/15 | Премьер-лига | 2 из 8   | 28 | 15 | 5  | 8  | 43-32 | +11 | 50 | Артак Алексанян, Оганес Гоарян — по 9                    | 1/4      |                                                                                       |
| 2015/16 | Премьер-лига | 8 из 8   | 28 | 0  | 2  | 26 | 8-76  | -68 | 2  | [уточнить]                                               | 1/4      | Снятие с чемпионата по ходу сезона (в несыгранных матчах — технические поражения 0:3) |

В сезонах 2014/15 и 2015/16 в Первой лиге играла резервная команда клуба «Улисс-2» (по ходу сезона 2015/16 снялась).
В сезонах 2004 и 2005 в Первой лиге играли две резервные команды: «Динамо-ВЗ» Ереван и «Зенит» Чаренцаван.

### Еврокубки
Данные на 10 июля 2015 года
| Сезон   | Турнир              | Раунд | Соперник                | 1 матч | 2 матч |
| ------- | ------------------- | ----- | ----------------------- | ------ | ------ |
| 2010/11 | Лига Европы         | 1Q    | «Бней Иегуда» Тель-Авив | 0 — 0  | 0 — 1  |
| 2011/12 | Лига Европы         | 1Q    | «Ференцварош» Будапешт  | 0 — 3  | 0 — 2  |
| 2012/13 | Лига чемпионов УЕФА | 2Q    | «Шериф» Тирасполь       | 0 — 1  | 0 — 1  |
| 2015/16 | Лига Европы         | 1Q    | «Биркиркара» Биркиркара | 0 — 0  | 1 — 2  |

- Домашние игры выделены жирным шрифтом

| Турнир              | Игры | Победы | Ничьи | Поражения | Голов забито | Голов пропущено |
| ------------------- | ---- | ------ | ----- | --------- | ------------ | --------------- |
| Лига чемпионов УЕФА | 2    | 0      | 0     | 2         | 0            | 2               |
| Лига Европы         | 6    | 0      | 2     | 4         | 1            | 8               |
| Итого               | 8    | 0      | 2     | 6         | 1            | 10              |

### Крупнейшие победы и поражения
Самые крупные победы:
В чемпионате Армении:
- «Улисс» — «Гандзасар» Капан — 5:0 (2009 год)
- «Улисс» — «Арарат» Ереван — 5:0 (2011 год)

В кубке Армении:
- «Локомотив» Ереван — «Динамо-2000» — 0:6 (2003 год)

Самые крупные поражения:
В чемпионате Армении:
- «Бананц» Ереван — «Динамо-2000» — 9:0 (2003 год)

В кубке Армении:
- «Динамо-2000» — «Звартноц-ААЛ» Ереван — 0:4 (2002 год)
- «Бананц» Ереван — «Динамо-2000» — 4:0 (2003 год)

В европейских кубках:
- «Ференцварош» Будапешт (Венгрия) — «Улисс» — 3:0 (2011/12 год)

Самые результативные ничьи:
В чемпионате Армении:
- «Мика» Аштарак — «Динамо-Зенит» — 3:3 (2002 год)
- «Ширак» Гюмри — «Динамо-Зенит» — 3:3 (2005 год)

В кубке Армении:
- «Звартноц-ААЛ» Ереван — «Динамо-2000» — 3:3 (2002 год)

Самые результативные матчи:
В чемпионате Армении:
- «Бананц» Ереван — «Динамо-2000» — 9:0 (2003 год)
- «Улисс» — «Пюник» Ереван — 3:6 (2005 год)

В кубке Армении:
- «Пюник» Ереван — «Динамо-2000» — 4:2 (2001 год)
- «Звартноц-ААЛ» Ереван — «Динамо-2000» — 3:3 (2002 год)

## Достижения

### Национальные чемпионаты
Чемпион Армении (1)2011
Бронзовый призёр чемпионата Армении (2)2009, 2010

### Достижения игроков
- Лучшие бомбардиры сезона:
  - 2009 — Артур Кочарян[10] (15)

- Лучшие вратари:
  - 2011 — Владимир Малков

## Главные тренеры клуба
| Главный тренер   | С         | Период    |
| ---------------- | --------- | --------- |
| Вагаршак Асланян |           | 2000—2001 |
| Альберт Саркисян |           | 2002      |
| Вачаган Хачатрян |           | 2002      |
| Алёша Антонян    |           | 2002—2003 |
| Ашот Киракосян   |           | 2004—2005 |
| Севада Арзуманян |           | 2006      |
| Арсен Чилингарян |           | 2006—2007 |
| Сурен Барсегян   |           | 2007—2008 |
| Севада Арзуманян |           | 2008—2012 |
| Карен Барсегян   | 2012—2015 |           |

## Президенты клуба
| Главный тренер   | Период    |
| ---------------- | --------- |
| Левон Асатрян    | 2000—2005 |
| Гарник Айрапетян | 2006—2010 |
| Валерий Оганесян | 2010—2015 |